# Кировское (Черноморский район)
Ки́ровское (укр. Кіровське, крымскотат. Kirovskoye, Кировское) — село в Черноморском районе Республики Крым, центр Кировского сельского поселения (согласно административно-территориальному делению Украины — Кировского сельсовета Автономной Республики Крым).

## Население
| 2001 | 2014  |
| ---- | ----- |
| 2499 | ↘2086 |

Всеукраинская перепись 2001 года показала следующее распределение по носителям языка

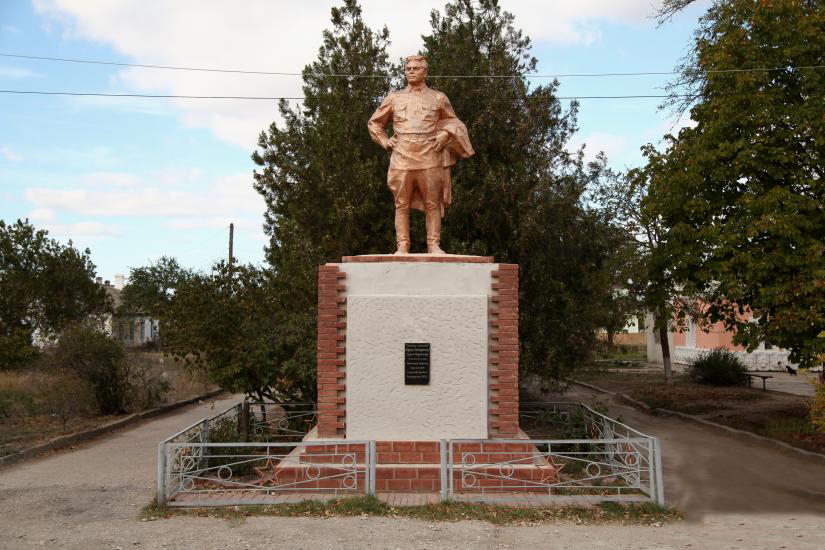
Памятник С. М. Кирову, Кировское, 1968, угол ул. Ленина и ул. Кирова

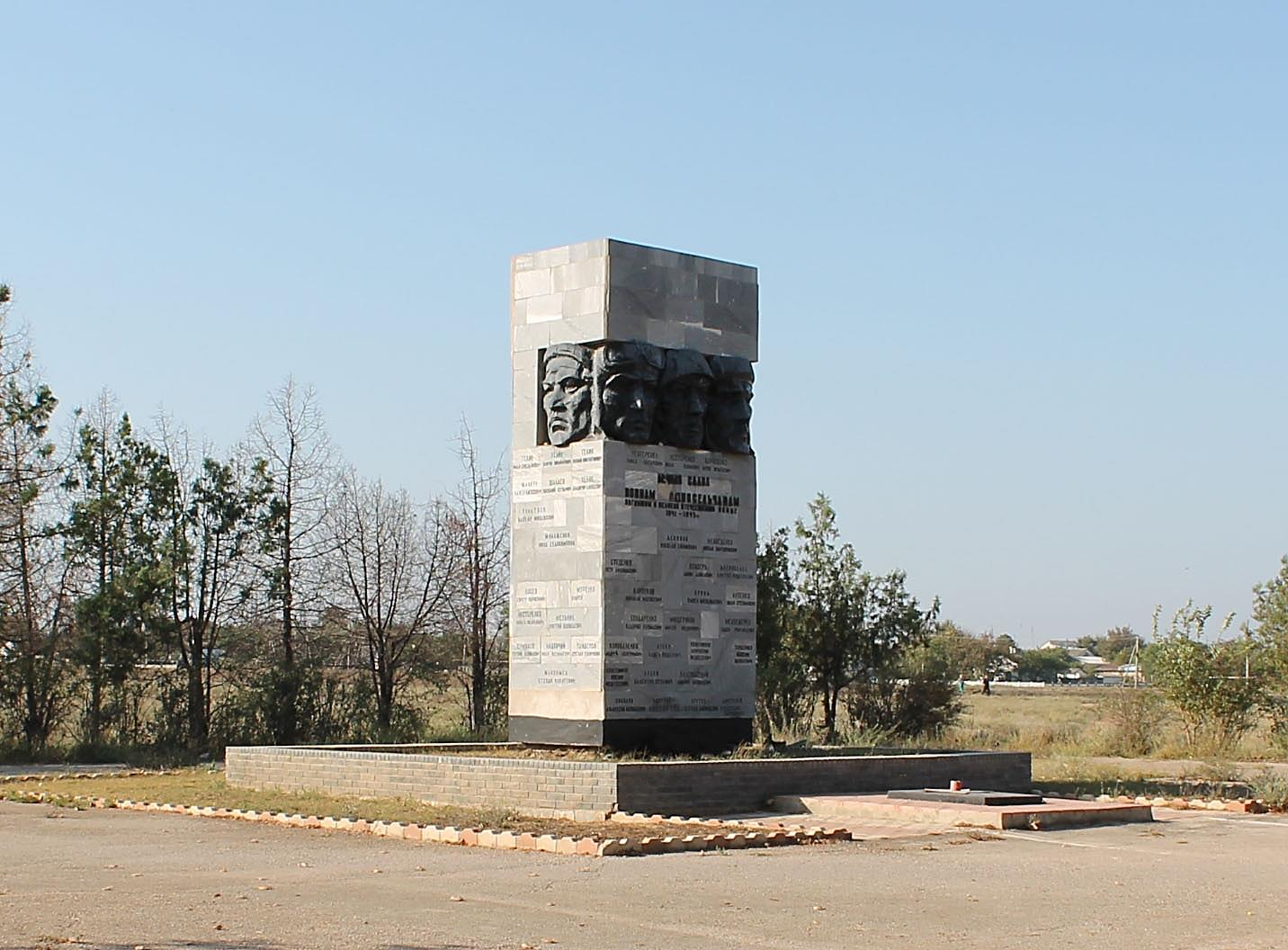
Памятный знак в честь воинов-односельчан, погибших в годы Великой Отечественной войны, Кировское, 1975, ул. Ленина

| Язык             | Процент |
| ---------------- | ------- |
| русский          | 61.42   |
| украинский       | 19.57   |
| крымскотатарский | 17.37   |
| другие           | 0..64   |

## География
Кировское расположено на востоке района, на Тарханкутской возвышенности, высота центра села над уровнем моря — 58 м. Расстояние до районного центра Черноморское — примерно 40 километров (по шоссе), ближайшая железнодорожная станция — Евпатория — около 50 километров, соседние сёла — Зоряное в 5 км на север и Дозорное в 3,2 км на юг. Транспортное сообщение осуществляется от шоссе 35К-013 Черноморское — Евпатория и 35К-012 Черноморское — Воинка по региональной автодороге 35Н-602 Далёкое — Знаменское (по украинской классификации — С-0-11701).

## Современное состояние
На 2016 год в Кировском числится 34 улицы и 1 переулок; на 2009 год, по данным сельсовета, село занимало площадь 216,9 гектара, на которой в 266 дворах числился 3021 житель. В селе действует общеобразовательная средняя школа, отделение почты, амбулатория, библиотека-филиал № 3, фельдшерско-акушерский пункт, аптека № 160, православная церковь Святого Духа. Село связано автобусным сообщением с райцентром, Евпаторией, Симферополем и соседними населёнными пунктами.

## История
Село было основано в 1929 году, как будущий центр вновь создаваемого совхоза Евпаторийский. В 1934 году переименовано в Кировское.
В годы Великой Отечественной войны на фронтах сражались 403 жителей села, 111 из них погибли, 233 награждены орденами и медалями. В их честь в 1975 году в центре села установлен памятный знак работы скульптора Николая Фёдоровича Саулова в виде стелы с барельефом и мемориальными надписями. Постановлением Совета министров Республики Крым № 627 от 20 декабря 2016 года памятник отнесён к категории объектов культурно-исторического наследия России регионального значения.
С 25 июня 1946 года Кировское в составе Крымской области РСФСР, а 26 апреля 1954 года Крымская область была передана из состава РСФСР в состав УССР. Время создания сельсовета пока не установлено: на 15 июня 1960 года он уже существовал. На 1974 год в Кировском числилось 2535 жителей. По данным переписи 1989 года в селе проживало 2473 человека. С 12 февраля 1991 года село в восстановленной Крымской АССР, 26 февраля 1992 года переименованной в Автономную Республику Крым. С 21 марта 2014 года в составе Крыма аннексировано Россией. 12 мая 2016 года парламент Украины, не признающей российскую аннексию, принял постановление о переименовании села в Тарханкут (укр. Тарханкут), в соответствии с законами о декоммунизации, однако данное решение не вступает в силу до «возвращения Крыма под общую юрисдикцию Украины».

## Спорт
Футбольные команды села Кировское неоднократно становились победителями и призёрами различных турниров Черноморского района.